# Zuccheri (cognome)
Zuccheri è un cognome di lingua italiana.

## Varianti
Zucaro, Zuccarelli, Zuccarello, Zuccari, Zuccarini, Zuccarino, Zuccaro, Zuccherini, Zuccherino, Zucchero.

## Origine e diffusione
Cognome tipicamente panitaliano, è presente prevalentemente in Emilia-Romagna.
Potrebbe derivare dal mestiere di commerciante di zucchero, dall'arabo as-sokkar, "zucchero".
La variante Zuccaro è centro-meridionale; Zucaro è campano.

## Persone
- Ettore Zuccheri – allenatore di pallacanestro e cestista italiano
- Fulvio Zuccheri – allenatore di calcio e calciatore italiano
- Greta Zuccheri Montanari – attrice italiana
- Laura Zuccheri – fumettista e disegnatrice italiana
- Luigi Zuccheri – pittore e illustratore italiano
- Sergio Zuccheri – calciatore italiano